# Monmouth Heritage Trail

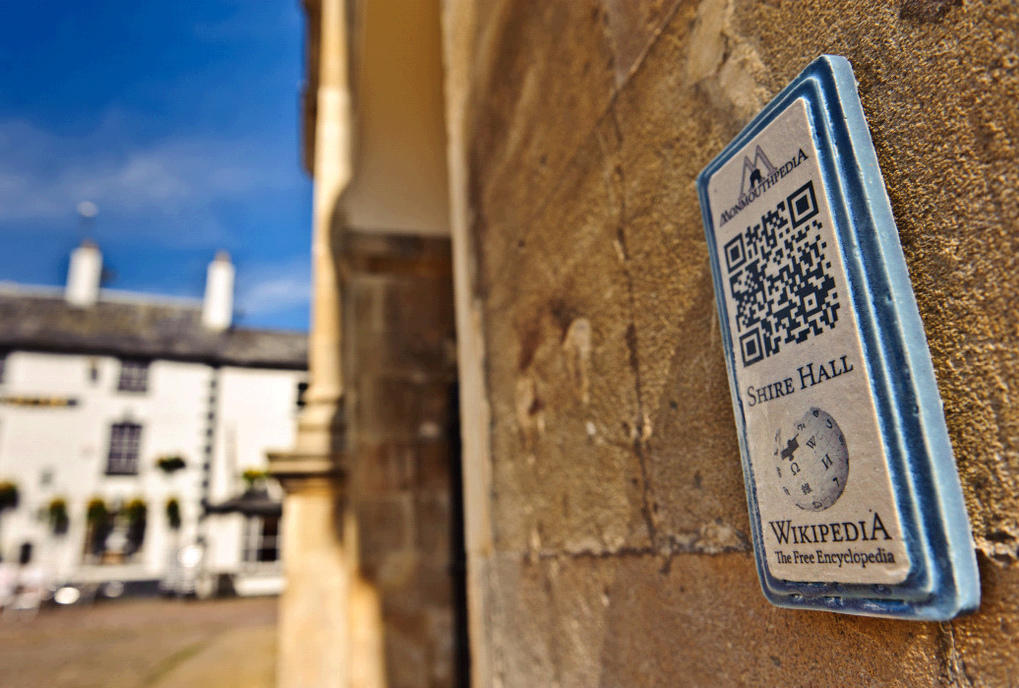
Cedulka QRpedie na budově Shire Hall

Monmouth Heritage Trail je pěší trasa propojující různé památky ve velšském městě Monmouthu. Vznikla v roce 2009, kdy společnost Monmouth Civic Society vybrala 24 historicky významných či zajímavých budov ve městě a zařídila výrobu a umístění keramických modrých cedulek, kterými jsou nyní označeny. Je na nich text v angličtině i velštině, který stručně shrnuje, v čem spočívá významnost budovy.

K trase je k disposici průvodce ve velštině. Ke značné části památek také existuje i popis na Wikipedii, kde dokonce funguje projekt MonmouthpediA věnovaný dokumentaci Monmouthu v mnoha jazycích. Snadný přístup k článkům je navíc možný pomocí QRpedie, kdy se čtenář dostane na článek pomocí načtení QR kódu umístěného přímo v terénu.

## Pamětihodnosti
Řada ze zastávek na cestě je u významných budov označovaných jako listed building, tedy budov na seznamu zákonem chráněných památek. Ty se pak ještě rozlišují podle významu:
- Stupeň I: budova výjimečného významu, možná i mezinárodního
- Stupeň II*: Zvláště význačná budova více než zvláštního významu
- Stupeň II: Budova národního významu

| Pořadí | Název                                    | Ochrana | Stáří                              | Umístění                        | Popis |
| ------ | ---------------------------------------- | ------- | ---------------------------------- | ------------------------------- | --- |
| 1      | Drybridge House                          | II      | 1671                               | 51°48′32″ s. š., 2°43′24″ z. d. | |
| 2      | kostel svatého Tomáše Becketa            | II*     | přibližně 1170                     | 51°48′30″ s. š., 2°43′13″ z. d. | Historický kostel v blízkosti mostu přes Monnow. Část stavby je z období kolem roku 1180 a také obsahuje pěknou normanskou klenbu. Jeho zevnějšek je ovšem dán rekonstrukcí na počátku 19. století. |
| 3      | Most přes Monnow                         | I       | 13. století                        | 51°48′32″ s. š., 2°43′12″ z. d. | Jediný středověký opevněný říční most ve Velké Británii, jehož obranná věž dosud stojí na svém místě. Vede přes řeku Monnow zhruba půl kilometru nad jejím ústím do řeky Wye. |
| 4      | Robin Hood Inn                           | II*     | pozdně středověká                  | 51°48′34″ s. š., 2°43′9″ z. d.  | |
| 5      | Blestium                                 | žádná   | okolo 55                           | 51°48′16″ s. š., 2°43′24″ z. d. | Blestium (také Blestio) byla malá pevnost a železářská huť v římské Británii. Ležela u soutoku řek Monnow a Wye na místě dnešního Monmouthu |
| 6      | King's Head Hotel                        | II*     | 17. století                        | 51°48′43″ s. š., 2°42′57″ z. d. | |
| 7      | Shire Hall                               | I       | 1724                               | 51°48′43″ s. š., 2°42′55″ z. d. | Shire Hall je významná historická budova postavená v roce 1724 pro pravidelné porotní soudy. V roce 1840 zde proběhl proces s Johnem Frostem a ostatními chartisty z Newportského povstání. Také byla používána jako tržnice. |
| 8      | Great Castle House                       | I       | 1673                               | 51°48′46″ s. š., 2°42′59″ z. d. | |
| 9      | Market Hall                              | II      | 30. léta 19. století               | 51°48′47″ s. š., 2°42′55″ z. d. | |
| 10     | Monmouthské převorství                   | II*     | 1075                               | 51°48′49″ s. š., 2°42′51″ z. d. | Monmouthské převorství (anglicky Monmouth Priory) je bývalé benediktýnské převorství v Monmouthu v Monmouthshiru, jehož zachované budovy v sousedství převorského kostela svaté Marie dnes slouží jako komunitní centrum. Samotné převorství bylo založeno v roce 1075 a do dnešního dne se zachovaly části středověkých budov, jež byly ovšem v devatenáctém století podstatně předělány pro potřeby zde sídlící školy. |
| 11     | Převorský kostel svaté Marie             | II*     | 18. - 19. století                  | 51°48′48″ s. š., 2°42′50″ z. d. | Převorský kostel svaté Marie na Whitecross Street je anglickánský kostel původně založený v roce 1075 jako benediktýnské převorství. Současná stavba pochází převážně z 18. a 19. století. |
| 12     | Monmouth County Gaol                     | II      | 80. léta 18. století               | 51°49′1″ s. š., 2°42′47″ z. d.  | |
| 13     | Rolls Hall                               | II      | 1887                               | 51°48′47″ s. š., 2°42′40″ z. d. | |
| 14     | Judges' Lodgings                         | II      | 18. století                        | 51°48′47″ s. š., 2°42′43″ z. d. | |
| 15     | The Dispensary                           | žádná   | pravděpodobně 60. léta 19. století | 51°48′47″ s. š., 2°42′38″ z. d. | |
| 16     | Monmouth Methodist Church                | II*     | 1837                               | 51°48′43″ s. š., 2°42′36″ z. d. | |
| 17     | Katolický kostel svaté Marie v Monmouthu | II      | 1793                               | 51°48′44″ s. š., 2°42′47″ z. d. | |
| 18     | Angel Hotel                              | II      | 17. století                        | 51°48′46″ s. š., 2°42′51″ z. d. | |
| 19     | Savoy Theatre                            | II*     | 19. století                        | 51°48′46″ s. š., 2°42′52″ z. d. | |
| 20     | The White Swan Inn                       | II*     | přestavěna 1839                    | 51°48′32″ s. š., 2°43′23″ z. d. | |
| 21     | Agincourt House                          | II*     | 17.-19. století                    | 51°48′45″ s. š., 2°42′54″ z. d. | |
| 22     | Beaufort Arms Hotel                      | II*     | 30. léta 19. století               | 51°48′43″ s. š., 2°42′54″ z. d. | |
| 23     | Hyam's Mineral Water Works               | žádná   | 1866                               | 51°48′40″ s. š., 2°42′50″ z. d. | |
| 24     | The Nelson Garden                        | II*     | 1802                               | 51°48′40″ s. š., 2°42′56″ z. d. | |